# Friedrich von Amerongen
Friedrich Baron Taets von Amerongen (* 12. Februar 1878 in Bessungen (heute Darmstadt); † 18. März 1955 in Bad Reichenhall) war ein deutscher Maler.

## Leben
Friedrich von Amerongen stammte aus einer Adelsfamilie, die aus den Niederlanden eingewandert war. Seine künstlerische Ausbildung begann er bei Anton Burger. Ab 1903 studierte er an der Kunstakademie Karlsruhe und war Meisterschüler bei Ludwig Schmid-Reutte und Wilhelm Trübner. Im April 1909 wechselte er an die Münchner Königliche Akademie und studierte in der Komponierklasse von Martin von Feuerstein. Ab 1911 arbeitete er als selbstständiger Künstler in München, 1920 zog er nach Bad Reichenhall, wo er bis zu seinem Tod lebte.
1906 wurden bei der Internationalen Kunstausstellung in Berlin die Landschaftsbilder Auf der Weide und Dorfstraße gezeigt. Die Landschaft Vorfrühling war im gleichen Jahr bei der Ausstellung im Münchner Glaspalasts zu sehen, im folgenden Jahr dann Herbststimmung. Außerdem beteiligte sich der Künstler mehrfach an der Frankfurter Jahresausstellung.  

## Werk
Von Amerongen malte Landschaften, Porträts und Szenen aus dem Neuen Testament mit Zeichenkohle, Pastell- und Ölfarben. Gelegentlich schuf er auch Genrebilder, denen etwas Porträthaftes zu eigen ist. Die Werke sind beeinflusst von den Alten Meistern der Niederlande und vom Stil seines Lehrers Wilhelm Trübner.